# Blijdorp (buitenplaats)
Blijdorp was een buitenplaats in Overschie, een stadsdeel van de Nederlandse stad Rotterdam. De buitenplaats stond in de Blijdorpse polder. De locatie is in de 20e eeuw geheel overbouwd met woningen. 

## Geschiedenis
In 1653 stond Blijdorp op een kaart vermeld en was toen een boerenhofstede met 30 morgen aan land. Adriaen Prins kreeg deze hofstede in 1693 in eigendom. Na zijn overlijden in 1705 erfde zijn gelijknamige zoon Adriaen (1692-1780) de hofstede.
Omdat Adriaen in 1705 nog maar maar dertien jaar oud was, kreeg hij twee voogden toegewezen. De hofstede Blijdorp werd verhuurd aan een boer. Vanwege een runderpestepidemie in 1714 kwam de boer in grote problemen, maar de twee voogden van Adriaen hielpen de huurder financieel om zijn geslonken veestapel weer aan te vullen.

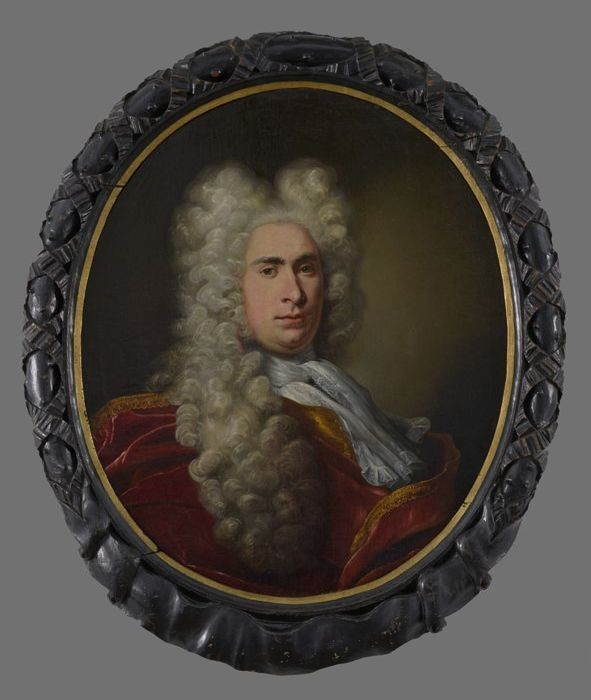
Adriaen Prins (1692-1780)

Als volwassen man bereikte Adriaen welvaart en aanzien - in 1720 behoorde hij tot de drie rijkste inwoners van Rotterdam - en hij liet Blijdorp vergroten en verfraaien, zodat het als echte buitenplaats kon dienen voor hem en zijn vrienden. Overigens bleef het goed ook verhuurd als boerenbedrijf. Bij een nieuwe veesterfte in 1746 hielp Adriaen zijn huurder om er weer bovenop te komen.
In 1780 erfde Adriaens dochter Jacoba Prins de buitenplaats. Zij verkocht Blijdorp in 1789 aan notaris Justus van der Mey. Diens weduwe verkocht in 1805 de buitenplaats en vier morgen aan land aan Petrus Coenraad de Coningh. Blijdorp is waarschijnlijk door hem afgebroken.

## Beschrijving
De 17e-eeuwse boerenhofstede werd door Adriaen Prins in de 18e eeuw vergroot en verfraaid. Uit de verhuurakte van 1745 komt naar voren dat Blijdorp een boerenwoning was met een aparte herenkamer waar Adriaen gebruik van maakte. Tevens legde hij vast dat de tuin, stalling en koetshuis tot zijn beschikking stonden.
In 1780 werd Blijdorp omschreven als een buitenplaats met herenhuis en boerenwoning.
Het VOC-schip Blydorp uit 1723 is naar de buitenplaats genoemd. Adriaen Prins zelf was vanaf 1720 bewindvoerder bij de VOC-kamer van Rotterdam.